# 矢作・佐倉のちょっとお時間よろしいですか
『矢作・佐倉のちょっとお時間よろしいですか』（やはぎ・さくらのちょっとおじかんよろしいですか）は、2012年10月3日から2015年9月30日まで文化放送超!A&G+で放送されていた簡易動画付きラジオ番組。パーソナリティは矢作紗友里と佐倉綾音。
2015年9月2日放送の第153回にて、同年9月30日放送分をもって放送終了することが発表され、全157回で放送終了となった。

## 番組概要

### 放送時間
毎週更新
- 2012年10月3日 - 2015年9月30日
水曜日 23:00 - 23:30（リピート放送: 木曜日 11:00 - 11:30、日曜日 10:30 - 11:00）

### パーソナリティ
- 矢作紗友里
- 佐倉綾音

### オープニング曲
Rhyme-stone in Cotswolds（KENSO）

### エンディング曲
Hero's Bar（『TIGER&BUNNY オリジナルサウンドトラック』より）

## コーナー
メールが来ないコーナーは自然消滅していた。なお、以下の並びは開始順とは異なる。
確保ー!
リスナーから過去にやってしまったイタズラなどの懺悔や周りの人から理解してもらえない趣味や思考について送ってもらい、そのエピソードを聞いた上で『確保』するか『釈放』したほうがいいか判定するコーナー。
佐倉綾音改造計画
佐倉綾音を色々改造していくコーナー。
ちょろいリハーサル
今まで経験したことなかったことや苦手なことなどを、今度経験した際に「ちょろい」と思えるようにリハーサルしていくコーナー。このコーナーはメールを募集していない。
あなたの学園のハンサム
リスナーの周りのハンサムな人のエピソードを聞いて矢作・佐倉が身悶えるコーナー。
チャオ! イタリアーノ!!
矢作が行きたいと言っているイタリアについて勉強するコーナー。
さくラボ
佐倉財閥のさくラボが作り上げた最新鋭のアンドロイド「矢作ロイド」の研究を進めていくために、いろいろとトークをしていくコーナー。ラボ長は佐倉で、このコーナーに矢作は出ない。矢作ロイドは事前に収録してある矢作の音声で会話する。矢作ロイドが自覚するほどのバグが見つかっている。
あやめろミックス
女子2人の番組なのに萌え要素のあるコーナーがほとんどないということで、急遽できたコーナー。リスナーから着ボイス的な萌え台詞を募集。
ひと夏のドッキリ
佐倉に怪談を聞かせてドッキリを仕掛けるコーナー。毎夏(7月最終放送から8月最終放送まで5回程度)行われる。
アーユーマルフォイ? イェス! アイム　マルフォイ!
番組Tシャツのロゴの二人がなんて言っているのかを送る大喜利コーナー。タイトルとコーナー内容は関係無し。
さゆり姫、お戯れを!
「壁ドン」、「あごクイ」など「萌えシチュエーション」に関する流行言葉を作っていくために"女の子のこんな仕草にキュンとくる"、"こんな仕草の男の子を見るとテンションあがる!!"といったメールを募集し、そのシチュエーションをさゆり姫に名付けてもらうコーナー。
わたしも たのしい したい
常日頃から"たのしい"を求める佐倉に、リスナーが「モッツァレラゲーム」の様な、巷や学校で流行っているゲーム、または自分で考えた簡単なオリジナルゲームのルールを送り、みんなで「たのしい」していくコーナー。
ちょろいスゴロク
ちょろいのスゴロクを作るとしたらどんなマス目があるか、つまりちょろい的マス目の内容を考えて送るコーナー。
情報ライブ アヤネヤ
リスナーが巷で気になるニュースをニュース原稿風に書いて送り、それを紹介していくコーナー。元ネタは情報ライブ ミヤネ屋。
俺くらいになると先に壁ドン
矢作、佐倉、およびちょろいスタッフにピッタリ当てはまる"某ナックル"的かっこいいキャッチコピーを募集。
さゆりさんとあやねちゃん
様々なシチュエーションにおいて大人であるさゆりさんが、子供のあやねちゃんに色々教えてあげるコーナー。方向性を見失い第15回の放送でコーナーの終了が発表された。
Do you have time?
ちょっとした時間にできることをリスナーから募集し時間の活用術を学ぶコーナー。第22回の放送でコーナーの終了が発表された。
メレブさん、私にもかけてください!
勇者ヨシヒコが大好きなパーソナリティ2人にリスナーが思いついた呪文を実際にかけるコーナー。第44回の放送でコーナーの終了が発表された。
めんごめんご
矢作にイライラしたこと、クレームを聞いてもらうコーナー。第44回の放送で終了が発表された。
プリーズマリーミー!
日頃から結婚したいと主張する矢作のために、日本中のニーナ（リスナー）からプロポーズの言葉を送ってもらうコーナー。ラジオネームはニーナ（cv.○○）という形で紹介された。江口拓也や私市淳らにゲストとして過去のプロポーズを朗読してもらうという主旨の矢作誕生日スペシャルを最後に終了。
今日のコポォ
番組内で独り歩きしている「コポォ」。身の回りいにいた「コポォ」。の目撃談を紹介するコーナー。タイトルは『めざましテレビ』のコーナー、『きょうのわんこ』のパロディ。第56回に終了を発表。理由は飽きたから。
いきますよ。おばあさん
ワイルドたいばぁ（矢作）にチャレンジして欲しいこと、助けてほしいことをリスナーから送ってもらい、実況（佐倉）を交えながら挑戦するコーナー。"THE RISING"の放送をもって終了。
佐倉予想図
2014年で20歳になり、どんどん大人になっていく佐倉がこのまま成長したら将来どんな大人になるのかリスナーに予想してもらうコーナー。成人を迎えて終了。
矢作さんが怒っている件
番組内では何かとツッコんだり佐倉やスタッフに何かと怒ったりという立ち位置の矢作が、怒っていそうなことをリスナーに予想してもらい検証していくコーナー。マツコ・デラックスのパクリスペクト。第112回で終了宣言。
ちょろい新人ADオーディション
人員不足の著しいちょろいにおいて、ADを文化放送内で募集。メール募集はなく、リスナーはオーディションなどをひたすら見守るだけとなる。第104回でADが選ばれ終了。
ときめいていないレストラン
彼氏がいない矢作・佐倉がリスナーからの恋愛相談に答えるコーナーだったが、矢作の結婚を期に第124回で終了予告、第127回で終了。
平成田舎合戦ぽんぽこ
リスナーから『平成狸合戦ぽんぽこ』にでてくるような田舎あるあるを募集し、都会とのギャップを楽しむコーナー。第127回で終了。
サクラ・ア・ディクショナリー
若干世間と感覚がズレている佐倉の頭の中の辞書に、どんな言葉がどのように登録されているのかを想像して送るコーナー。登録されていた場合、素敵な曲が流れていた。第133回で終了。
ちょろモンずかん
前世の番組を含め3年以上続けているため、最近聞き始めたリスナーにはわからない話のネタが多く存在する。そこで、よく名前があがる人物などを含め「ずかん」として紹介していこうというコーナー。第147回で終了。
ちょろワーツ魔法学院
リスナーが自分で決められない・悩んでいることを4択形式で送り、それを組み分け帽さんにどれがいいのか答えを導いてもらおうというコーナー。第147回で終了。
SAKURA〜リアルに引く女〜
まだまだ世間の事をあまり知らず、いろんな事に幻想を抱いている佐倉にリアルな現実・現状を突きつけて引かせていく。Radio Crossでのコーナー、佐倉さんひくわー!とは異なり、あくまで佐倉さんがひくわー!なメールを募集。第147回で終了。
青春ゾンビ、やめるってよ
リスナーから甘酸っぱかったり、苦い思い出だったりといった青春エピソードを募集して、それを原作に初の「ラジオドラマ」に挑戦。放送作家が脚本。第147回で終了。
I wanna be a ボッチスター
リスナーからはボッチスターあやねる(ひとりツイスター)に負けないぐらいの君をもっと夢中にさせるぐらいのキラキラのボッチスターなエピソードを募集。第147回で終了。
いい国作ろう、お前と俺で
もし「さゆりキングダム」が建国してしまったら、どんな法令が出来るのかというのをリスナーに考えてもらうコーナー。法令を採用するかどうかを矢作が判定する。第147回で終了。
ちょろメイト
番組グッズを作るときにいろいろ会議をしようというコーナー。終了までグッズ制作の予定がなかったため、妄想で作り出した「ちょっとKissしてよろしいですか」の開発コーナーとなっていた。第147回で終了。

## ゲスト
- 第13回（2012年12月26日） 高橋美佳子
- 第95回（2014年07月23日）   高橋美佳子
- 第104回（2014年09月24日） 江口拓也
- 第106回（2014年10月8日）   高橋美佳子
- 第148回（2015年07月29日） 浅野真澄

## イベント
A&Gオールスター2013
- 開催日：2013年10月20日
- 会場：パシフィコ横浜国立大ホール

矢作・佐倉のちょっとお時間よろしいですか 早稲田祭
- 開催日：2014年11月2日
- 会場：早稲田大学 早稲田キャンパス

A&Gオールスター2014
- 開催日：2014年12月7日
- 会場：パシフィコ横浜国立大ホール

矢作・佐倉のちょっとお時間よろしいですか ファイナル
- 開催日：2015年11月15日
- 会場：ベルサール半蔵門

## 関連商品
アクセサリー
- 矢作・佐倉のちょろいストラップ（2013年03月30日）
初めての番組オリジナル商品。アニメコンテンツエキスポ2013にて販売された。

DVD
- 矢作・佐倉のちょっとお時間よろしいですか～秩父（2015年01月09日）
2015年現在唯一の関連DVD。

衣類
- ちょろいTシャツ（販売終了）
2人が番組中に着ているTシャツ。前面に矢作と佐倉の似顔絵が描かれ、その上部にTシャツの胸部分に二人のセリフの吹き出しが空白で有り自由に台詞が書き込める。背面は大書で「ちょろい」が書かれ、桜の花が添えられている。左袖口には矢作により番組マスコット「ハダカデバネズミ」が描かれている。ピンク・スカイブルー・ホワイト・ブラック・ネイビーの5色がまず販売され、のちにイエローが改良を加えられ販売された。
- ちょろいパーカー
デザインはTシャツとほぼ同じであるが、色は黒と紺の2色のみ。